# Nizamuddin Auliya
Muhammad Nizamuddin Auliya (včasih črkovan Awliya), znan tudi kot Hazrat Nizamuddin in Mahbub-e-llahi (božji ljubljenec) je bil sufijski svetnik reda Chisti, sunitski muslimanski učenjak in je eden izmed najbolj znanih sufijev z indijske podceline. *1238, Uttar Pradesh, Indija, † 3. april 1325, Delhi, Indija. Poudarjal je ljubezen kot sredstvo za spoznavanje boga. Zanj je njegova ljubezen do boga pomenila ljubezen do človeštva. 

## Življenje
Nizamuddin Auliya se je rodil v Badaunu, mestnem okrožju indijske zvezne države Uttar Pradesh. Po smrti očeta Syeda Abdullaha bin Ahmada Al Hussainija Badayuni-ja je pri petih letih z materjo odšel v Delhi. Deležen je bil le materine vzgoje. Ta je poskrbela, da se je njen sin naučil na pamet recitirati izseke iz korana. Auliya pa ni blestel le pri verouku, temveč tudi pri astronomiji in matematiki. K njegovemu uspehu na področju šole je pripomogel tudi Maulan Allauddin Usoolija kateremu je mati zaupala mentorstvo in vodenje Nizamuddina. Deček je veljal za izjemno dobrega retorika, ki mu daleč na okrog ni bilo para obvladal pa je tudi sedem načinov recitacije svetega Korana, študiral arabsko slovnico in Hadith (tradicije preroka Mohameda). Pri 21 letih je Nizamuddin odšel v Ajodhan, kjer je postal učenjak sufijskega svetnika Fariduddina Ganjshakarja, splošno poznanega tudi kot Baba Farid. V Delhiju je nadaljeval s svojim teološkim študijem, hkrati pa je začel s sufijskimi pobožnimi praksami in predpisanimi litanijami. Ajodhan je obiskal vsako leto v času ramadana, da bi čas preživel v prisotnosti Baba Farida. Auliya ga je ob njegovi smrti nasledil in postal četrti duhovni naslednik (halifa) hazreti Khwaja Moinuddin Chishti iz Ajmera. Kot sufijski derviš je živel življenje, ki temelji na načelih sufizma in na osnovnih učenjih islama. Upošteval je sledeča načela, ki mu jih je zapovedal Baba Farid, za njegovo uspešno življenje in delovanje kot sufijski derviš. Te nauki naj bi bili že stoletja temelj in bistvo izkušenj največjih sufijskih dervišev.*
Auliya je živel v različnih soseskah v Delhiju, preden se je ustalil v Ghiyaspurju, vasi v bližini mesta. Tam je zgradil svoj Khanqah (stavba, zasnovana predvsem za srečanja sufijske bratovščine in kraj duhovnega umika). Drugim je tam posredoval duhovno izobraževanje, hkrati pa je Khanqah služila kot gostoljubna ustanova za revne. Strastno je bil predan pomoči potrebnim, hranjenju lačnih in sočutju zatiranih. Khanqah je osebno nadziral in tako zagotovil, da so bili vsi obiskovalci obravnavani najbolj gostoljubno, ne glede na njihov ekonomski status ali vero. Kmalo je Khanqah postal kraj najrazličnejših ljudi tako revnih kot bogatih. Auliya je bil zelo radodaren pri sprejemanju učencev. Imel je več kot 600 učencev , ki so nadaljevali rodove po vsem svetu. Nekateri njegovi najbolj znani učenci so bili Nasiruddin Chiragh Dehlavi, ki je postal njegov duhovni naslednik in pesnik Amir Khusro, ki je bil Auliyin najljubši učenec.
Umrl je zjutraj 3. aprila 1325. Štirideset dni pred svojo smrtjo se je odpovedal vsej hrani in naročil svojemu služabniku naj vso hrano v njegovi shrambi razdeli revnim. Njegovo svetišče, Nizzamudin Dargah je bilo zgrajena še istega leta, nato pa tudi dodelano leta 1562. Dargah se nahaja v Delhiju in ga redno obiskujejo ljudje različnih veroizpovedi.

## Glavno delo
Nizamuddin Auliya je bil ustanovitelj reda Chisti Nizami. Imel je na stotine khalifas (khalifa je učenec, ki lahko sprejema svoje učence in tako širi duhovno linijo). Številni sufiji iz reda Chisti Nizami so priznani kot veliki sufiji, ki so sufizem širili po vsem svetu. 

## Ključna prepričanja
Nizamuddin je verjel v tradicionalne sufijske ideje, da je stik z bogom možno navezati že pred smrtjo, z uporabo številnih sufijskih praks. Prav tako je še širil številne edinstvene ideje in vrednote sufijskega reda Chisti. Poudarjal je, da bi se človek moral odpovedati vsemu in imeti popolno zaupanje v boga. Verjel je v enotnost človeštva in nasprotoval razlikam med ljudmi na podlagi družbenega, ekonomskega in verskega statusa. Strastno je bil predan pomoči potrebnim, hranjenju lačnih in sočutju zatiranih. V njegovem Khanqah-u je dnevno jedlo na tisoče lačnih in pomoči potrebnih ljudi. Do revnih je bil zelo velikodušen, osebno pa je vodil zelo strog življenjski slog. Oblačil se je zelo preprosto in se pogosto postil.

### Nauki po katerih je deloval in živel
- Vedno se zaposli z mudžahedi. Brezdelje je hudičeva delavnica.
- V našem načinu življenja post doseže uspeha; preostalih se pridobi z Namazom (molitev) in hadžom (romanje v Meko).
- Izobražujte sebe in svoje učence.
- Izogibajte se vsem grešnim dejanjem.
- Potrudite se, da popravite svoje napake, preden pridigate ostalim.
- Vse, kar ste slišali od mene, si zapomnite in širite naprej.
- Če morate iti v osamo, potem to storite v mošeji, kjer se Namaz izvaja znotraj skupnosti.
- Ohranite svoj Nafs (beseda, ki se pojavlja v Koranu in dobesedno pomeni «jaz« prevaja pa se tudi v ego ali dušo) v prostem teku in dopustite, da je svet okoli vas odsoten in nepomemben.
- Opusti pohlep in vse želje po svetu.
- Vaša zasebnost ali osamljenost vas morata zaposlovati v predanosti Bogu. Če ste se v taki osami naveličali večjih mudžahedov, poskusite z manjšimi.
- Če vas morda Nafs muči, mu privoščite malo predaha ali spanja.
- Kdor koli pride k vam, ga blagoslovite in mu naklonite vaše usluge.

### Ljubezen do nasprotnikov
Hazrat Nizamuddin je menil, da ljubosumje in sovraštvo ne gresta z roko v roki z veroizpovedjo sufizma, ki uči, da je treba s sovražniki in nasprotniki ravnati z vso dolžno ljubeznijo in potrpežljivostjo. V bližini Ghyaspurja je živel človek po imenu Chajju, ki je do Nizamuddina brez kakršnega koli razloga gojil resno zamero in mu je vedno skušal škodovati. Toda ko je svetnik izvedel za Chajjujevo smrt, se je udeležil njegovega pogreba in po njegovem pokopu daroval dva Namaza na njegovem grobu in odpustil njegovo preteklo vedenje ter molil za njegovo odrešitev.
Podobno je Maulana Ziauddin Sanami, neomajen privrženec šeriata, ostro nasprotoval in kritiziral Hazrat Nizamuddina zaradi njegove ljubezni do Same (sufijski verski obred). Napisal je tudi knjigo proti Sami. Ko je prišel čas Maulanove smrti, ga je hazrat Nizamuddin odšel obiskat. Maulana je iz svojega spoštovanja do svetnika poslal svoj turban, da ga razgrnejo pod noge Nizamudina, ko se je ta približal njegovemu domu, vendar ga je svetnik pobral in mu ga položil na oči. Ko je prišel do svoje sobe, Maulana ni mogel dvigniti oči zaradi velikega sramu, ki ga je čutil zaradi svojega preteklega vedenja. Takoj po tem, ko je Hazrat Nizamuddin prišel iz sobe, je Maulana Ziauddin umrl. Hazrat Nizamuddin je potožil in rekel: »Bil je neomajen zagovornik prerokovega šeriata. Žal, tudi njega ni več na tem svetu.”

## Citati in izreki
1. Predanost Bogu je dveh vrst, lazmi (neprehodna) in muta'addi (prehodna). Pri lazmi predanosti je korist, ki se nabira, omejena samo na bhakto. Ta vrsta pobožnosti vključuje molitve, post, romanje v Meko, recitiranje verskih formul, obračanje zrnc rožnega venca itd. Pobožnost muta'addi, nasprotno, prinaša prednost in tolažbo drugim; izvaja se z zapravljanjem denarja za druge, izkazovanjem naklonjenosti ljudem in z drugimi sredstvi, s katerimi si človek prizadeva pomagati sočloveku. Nagrada predanosti muta'addi je neskončna in brezmejna.
2. Odpustite osebi, ki je storila krivico in tako odpravite svojo jezo.
3. Nihče na tem svetu nima več skrbi in muk kot jaz. Zato naj pridejo ljudje k meni in mi poročajo o svojih gorjah in nesrečah. Vsi ti (računi) pečejo moje srce in dušo.
4. Duhovni mentor ne bi smel odkrito poučevati svojega učenca, ampak bi moral uporabiti namige in predloge, da bi spremenil svoje misli in vedenje.
5. Tisti, ki se iskreno pokesa, potem ko je storil greh, in tisti, ki ni storil nobenega greha, imata enak položaj v mistični disciplini.
6. Gospodstvo in suženjstvo mističnega življenja ne pozna. Suženj lahko nasledi svojega gospodarja pri duhovnem gaddiju.
7. Čeprav je Božja dobrota vedno prisotna, je vse, kar lahko nekdo doseže, doseženo s svojim trudom. V nobenem primeru ni mogoče zaslužiti ničesar brez boja.
8. Karkoli ni všeč zase, naj pod nobenim pogojem ne predlaga drugim.
9. Pozorno se je treba vzdržati razkazovanja teh duhovnih dosežkov.
10. Duhovni nadzor in treznost (sahu) sta boljša od (duhovne) pijanosti (sukr).

### Publikacije z Nizzamuddinovimi izreki in nauki
- Fawaidul-Fawad
- Afzal-ul-Fawad
- Rahat-ul-Mulja bil
- Siar-ul-Aulia
- Maqnatis-ul-Wehdat